# Biatora hertelii

Biatora hertelii Printzen y Etayo,  es una especie de liquen crustáceo de aspecto granular de la familia Ramalinaceae que vive principalmente en la superficie de la corteza de árboles (corticícola) o sobre madera en descomposición (ligniculoso). Esta especie presenta un color verdoso claro en su superficie e hialino en el epitecio y el hipotecio. Por lo general Biatora hertelii no presenta soredios en su superficie; la reproducción tiene lugar solo por parte del micobionte mediante ascosporas elipsoides no septadas o uni a triseptadas de entre 9 y 18 micras de diámetro generadas en conidios baciliformes. En esta especie aparecen como metabolitos secundarios de la simbiosis las consideradas como sustancias liquénicas argopsina y norargopsina de forma minoritaria.